# Le Livre des plumes de Dionisio Minaggio
Le Livre des plumes de Dionisio Minaggio, également appelé en italien Il bestiario barocco (Le bestiaire baroque), est un recueil de 156 images presque entièrement réalisées à partir de plumes d'oiseaux et augmentées de morceaux de peau, de pattes et de becs d'oiseaux. Elles ont été créées entre 1616 et 1618 par Dionisio Minaggio, le jardinier en chef du duché de Milan et étaient à l'origine reliées dans un livre. La majorité des images du livre sont des oiseaux indigènes de la région de Lombardie en Italie, mais il contenait également d'autres images représentant des chasseurs, des commerçants, des musiciens et des personnages de la commedia dell'arte.

## Sujets
Il y a 156 planches en tout, dont l'une a servi de page de titre. Seule la planche 54, un paysage, ne contient aucun oiseau ni personnage. Bien que les images des musiciens (planches 77–84) et des personnages de la commedia dell'arte (planches 100–114) aient été numérotées consécutivement, les images des chasseurs et des commerçants étaient intercalées parmi celles dont les oiseaux étaient les figures centrales.

### Oiseaux
Le livre contenait 113 images avec des oiseaux comme figures centrales, y compris la page de titre qui représente une femelle de merle bleu dans un arbre avec un berger en dessous s'occupant de son troupeau. Selon Eleanor MacLean, ancienne bibliothécaire de la Blacker-Wood Library of Zoology and Ornithology à l'Université McGill, qui détient maintenant la collection, les images d'oiseaux contiennent « peut-être les plus anciennes peaux d'oiseaux préservées qui existent, ce qui les rend importantes aussi bien sur le plan taxinomique qu'artistique ». La majorité des images montrent les oiseaux dans des poses de profil statique. Cependant, certains d'entre eux représentent des oiseaux en vol ou interagissant avec des personnes ou d'autres oiseaux. Il y a aussi une représentation d'un pic face à un serpent et une autre d'un pic plantant sa langue dans un arbre à la recherche d'insectes. Selon MacLean, celles-ci représentent certaines des premières tentatives pour illustrer le comportement des oiseaux en plus de leur apparence.

### Artisans et chasseurs
Quatre commerçants sont représentés dans le livre : un dentiste et son patient, un aiguiseur de couteaux, un cordonnier et son client (avec un petit pinson perché dans l'arbre au-dessus d'eux), et un ramoneur (avec un pinson dans l'arbre au-dessus). Sur les 16 images représentant des chasseurs, la majorité est liée à la chasse aux oiseaux, notamment des canards, un hibou, un faucon et un grand oiseau non identifié debout sous un arbre. Dans cette dernière image (planche 76), le grand oiseau est attaqué par un chasseur à cheval brandissant un cimeterre. En 1927, l'ornithologue et médecin canadien Casey A. Wood (en) a proposé que cela représentait un dodo, espèce qui s'est éteinte à la fin du 17e siècle. Des travaux ultérieurs ont montré qu'il s'agissait très probablement d'une mauvaise interprétation. Il y a deux images liées à la chasse au sanglier et une montrant un singe courant sur un arbre alors qu'un archer en costume oriental tire une flèche dans le tronc (Planche 51).

### Acteurs et musiciens de laCommedia dell'arte
Quatorze images représentent des personnages de la commedia dell'arte, chacun avec son étiquette. Elles ont fait l'objet de multiples études par des historiens du théâtre et plusieurs d'entre elles ont été identifiées comme représentant des acteurs particuliers, probablement membres de troupes qui se produisaient à Milan au moment de la réalisation du livre. La première des 13 images (planche 100) représente Léandre, un personnage innamorato, interprété par Benedetto Ricci de la troupe Fedeli. Cependant, en plus de son étiquette de personnage, le titre « Lichomezi » ( « Comédiens » en dialecte milanais) apparaît en haut de la page suggérant que ces images étaient censées constituer un ensemble.
Sur les huit images de musiciens, deux représentent des hommes jouant du violon. Le reste représente le cornet à bouquin, la harpe, le violoncelle, l'archiluth, la mandoline et la cornemuse. Selon l'historien du théâtre M.A. Katritzky, ils pourraient bien avoir représenté les musiciens qui accompagnaient les troupes de Commedia dell'arte en visite.

Galerie
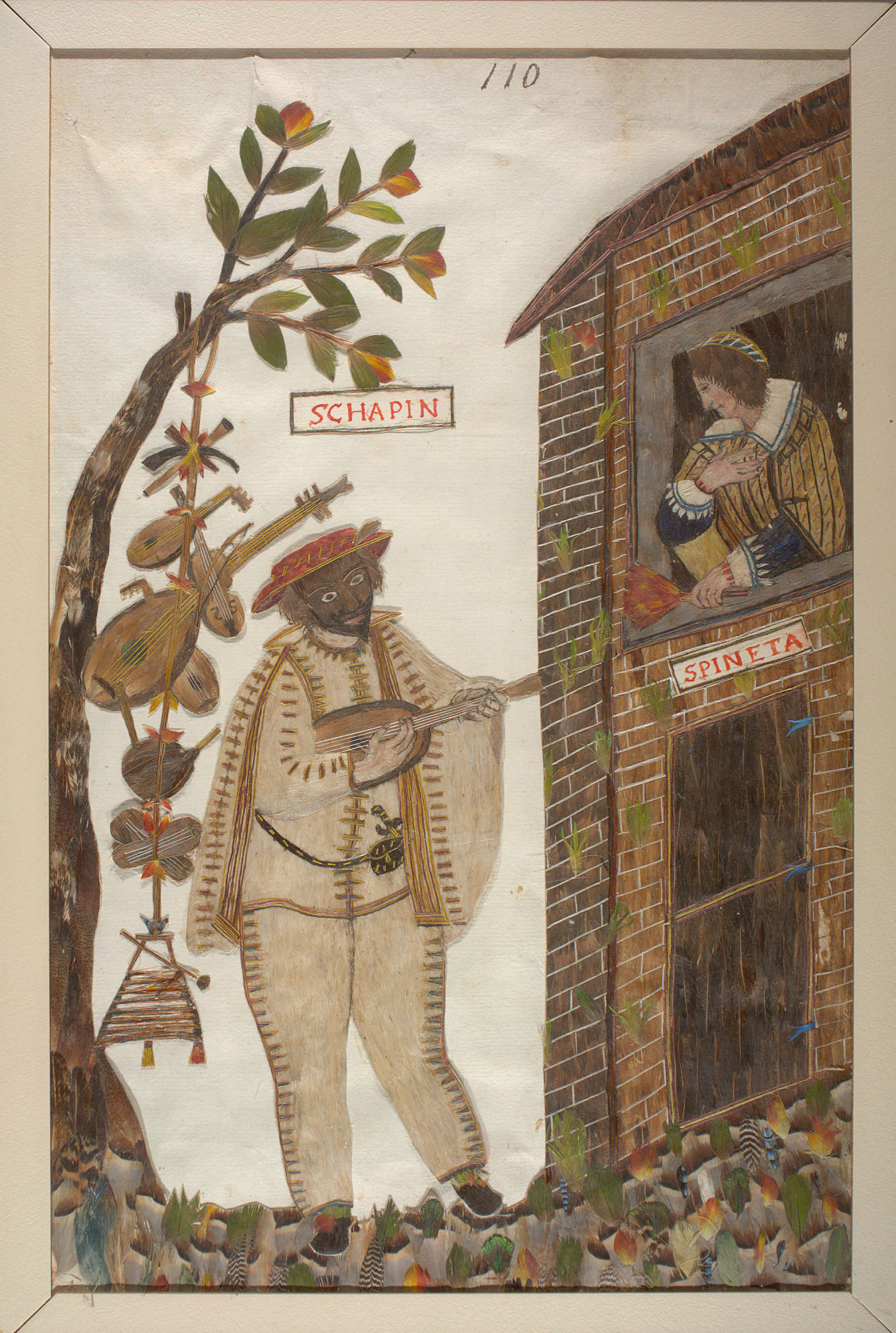
Scène de Commedia dell'arte.
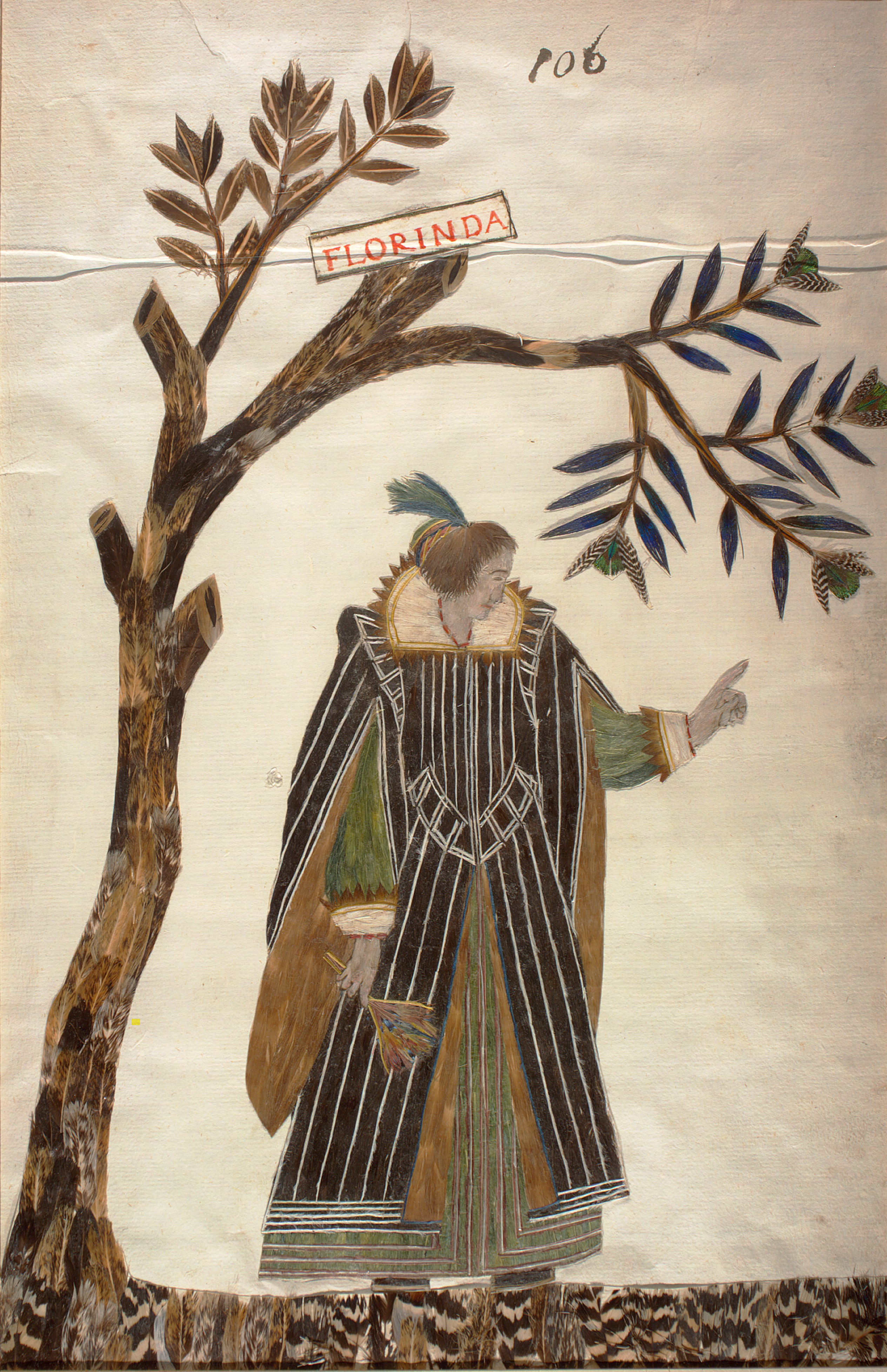
Portrait de l'actrice Virginia Ramponi Andreini dit "La Florinda" (1583–c.1630).
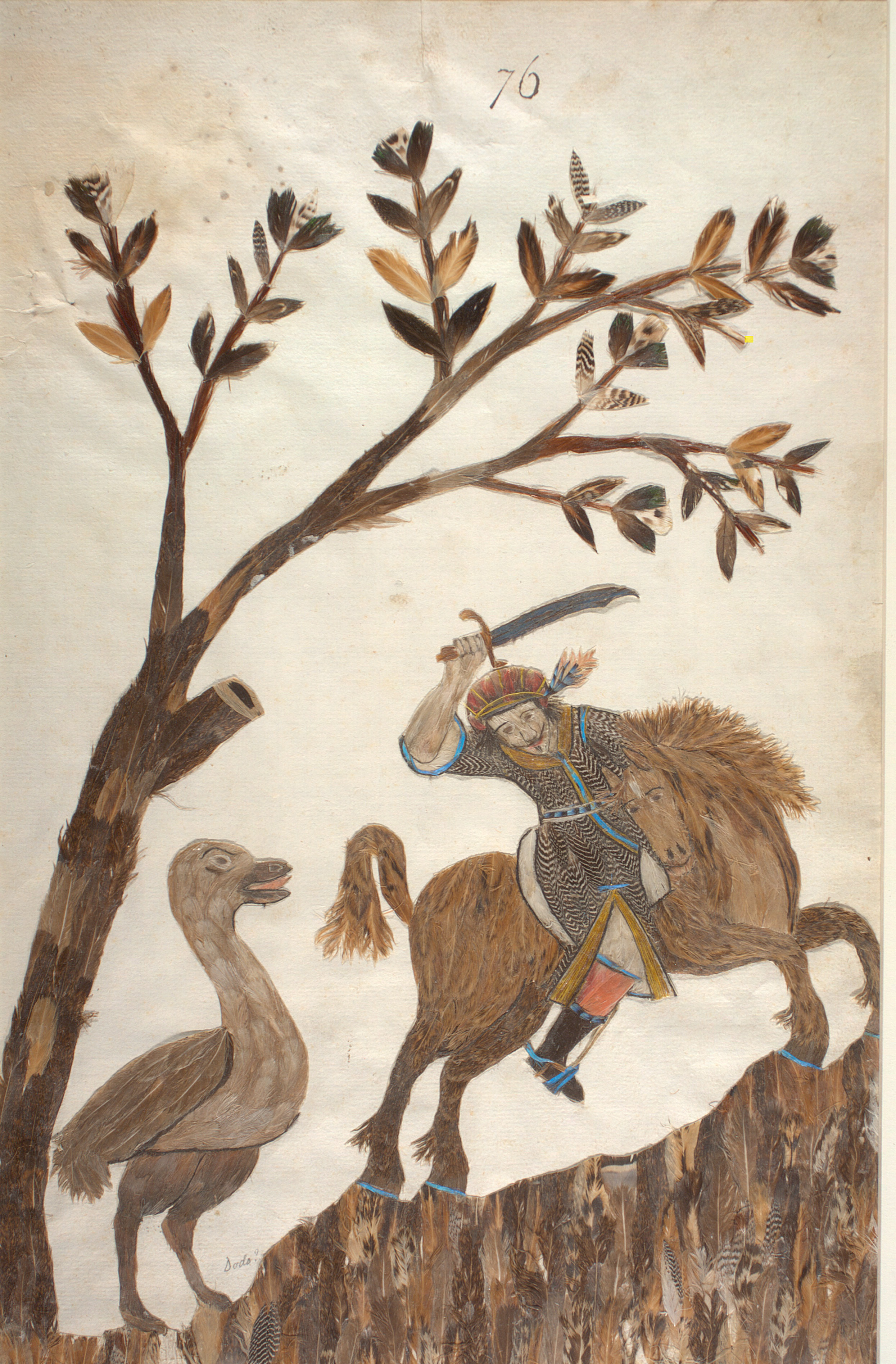
Scène de chasse.

## Publications
- Dionisio Minaggio, Le Livre des Plumes, t. 1 : Les Oiseaux, Éditions Marguerite Waknine, 2016, 60 p. (ISBN 979-1-0945-6503-2)
- Dionisio Minaggio, Le Livre des Plumes, t. 2 : Les Hommes, Éditions Marguerite Waknine, 2016, 52 p. (ISBN 979-1-0945-6504-9)